# Eugen Buri
Eugen Buri (* 4. November 1911 in Hechingen; † 1998) war ein deutscher Richter.

## Leben
Buri war der Sohn eines Dentisten und katholischer Konfession. Er studierte von 1930 bis 1933 Rechtswissenschaften in Tübingen, Frankfurt und München.
Während der Zeit des Nationalsozialismus war Buri Landgerichtsrat im Reichsjustizministerium. Dort war er in der Abteilung III Strafrecht (Gesetzgebung) tätig. Von 1960 bis 1976 war er Präsident des Verwaltungsgerichts Sigmaringen.
Am 24. Januar 1975 wurde Buri mit 67 von 70 Stimmen vom Landtag von Baden-Württemberg zum stellvertretenden Richter am Staatsgerichtshof für das Land Baden-Württemberg gewählt. Er amtierte bis 1982.
Buri war zudem als Hochschullehrer tätig und trug den Titel eines Professors. 1977 wurde ihm das Große Verdienstkreuz der Bundesrepublik Deutschland verliehen. 1990 erhielt er die Verdienstmedaille des Landes Baden-Württemberg.

## Werke
- Die Rechtsschutzmöglichkeiten nach der Verwaltungsgerichtsordnung, Bad Schussenried.
- Die nach der VwGO möglichen Klageziele und sonstigen Rechtsschutzbegehren, Bad Schussenried.
- mit Ingeborg-Maria Buck: Andreas Meinrad von Au 1712–1792. Katalog zur Ausstellung „Alte Schule“. 16. Mai bis 19. Juli 1992. Jan Thorbecke Verlag, Sigmaringen 1992. ISBN 3-7995-4160-8.